# Messerschmitt-Bölkow-Blohm

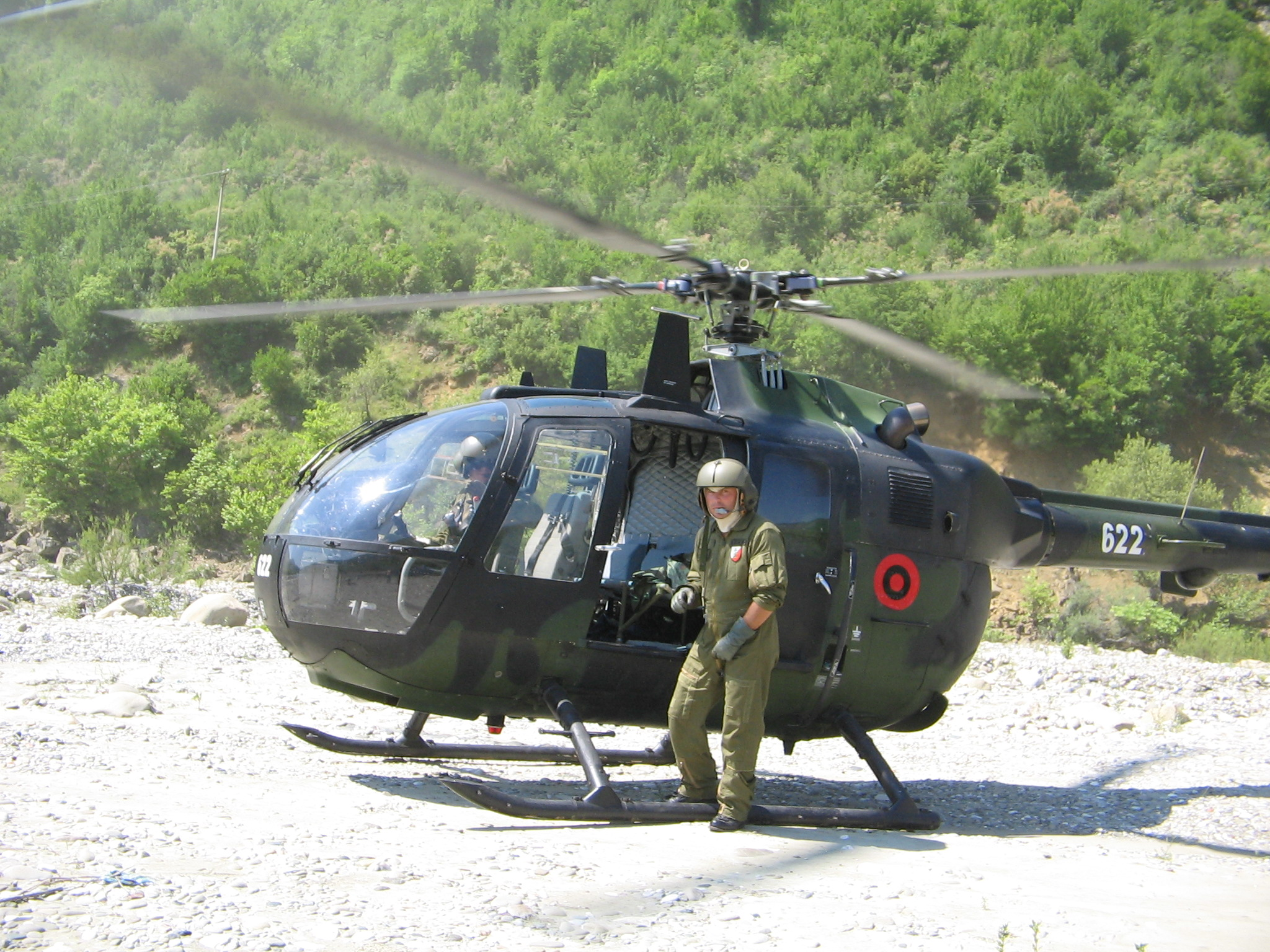
Najbardziej znany produkt MBB – śmigłowiec Bölkow Bo-105

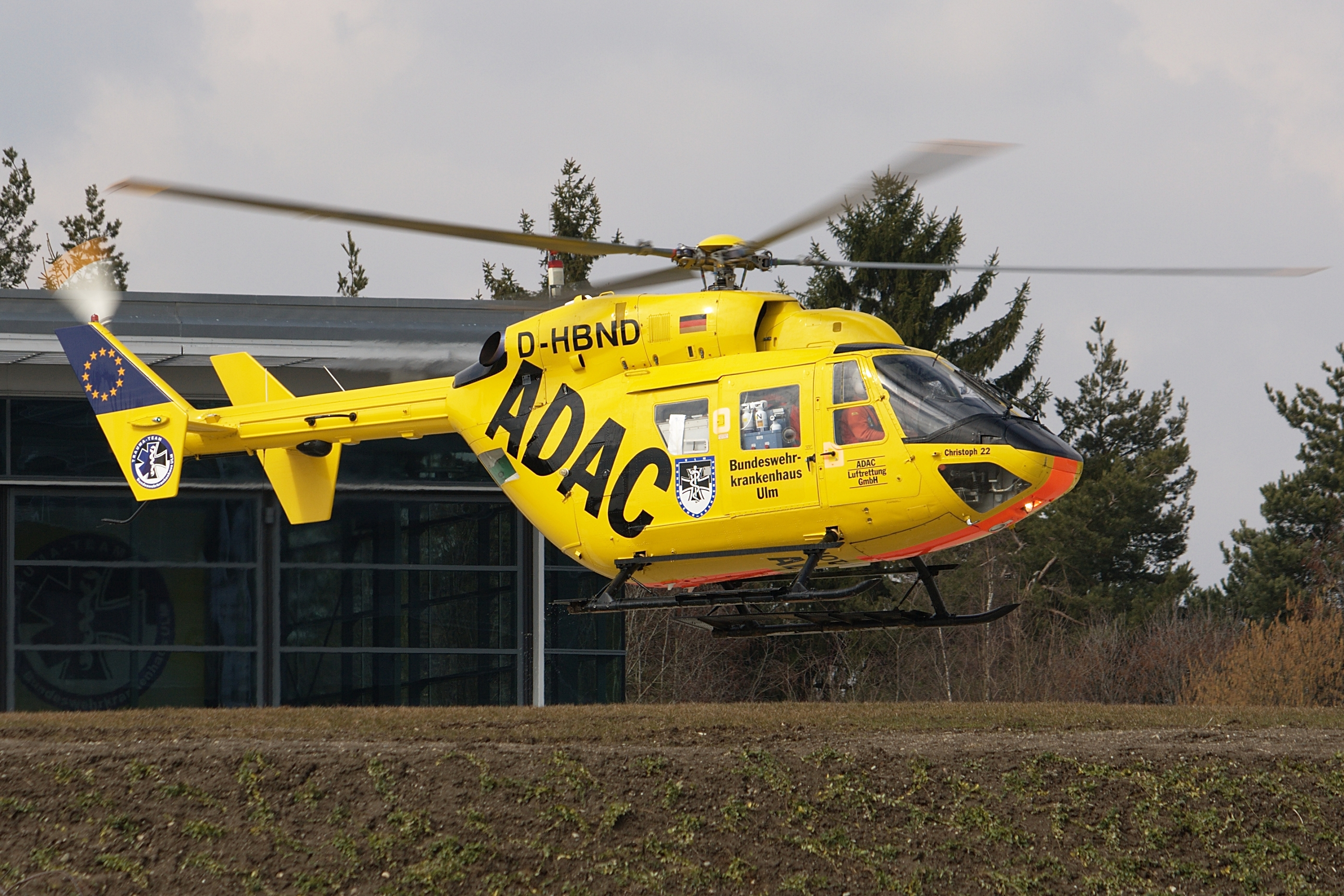
Drugi ze znanych produktów MBB – śmigłowiec BK 117

Messerschmitt-Bölkow-Blohm (MBB) – niemiecki koncern lotniczy, kosmiczny i zbrojeniowy, powstały w 1969 roku, w wyniku przejęcia przez Messerschmitt spółki Bölkow GmbH, a następnie fuzji z Hamburger Flugzeugbau (spółka córka Blohm + Voss). Najbardziej znane produkty to śmigłowce Bölkow Bo 105 i BK 117, doświadczenia zebrane przy ich konstrukcji stanowiły podstawę opracowania obecnych następców technologicznych: dwóch modeli Eurocopterów – odpowiednio Eurocopter EC135 i EC145.

## Historia
Koncern powstał, gdy w 1968 roku spółka akcyjna Messerschmitt przejęła spółkę z ograniczoną odpowiedzialnością Bölkow GmbH wraz z firmującymi ją, od 1958 roku znanymi pod nazwą Siebelwerke/ATG GmbH (SIAT), przedsiębiorstwami (tj. Waggon- und Maschinenbau GmbH Donauwörth i Siebel Flugzeugwerke), a w kolejnym kroku – w roku 1969 dokonała fuzji z Hamburger Flugzeugbau GmbH (spółka-córka Blohm + Voss).
Początkowo rodziny Walthera Blohma, prof. Willy Messerschmitta oraz inż. Ludwiga Bölkowa posiadały, malejące później, udziały kapitałowe w MBB w wysokości 51%. Pozostała część przypadała na kilka spółek udziałowych, za pomocą których Kraj związkowy Bawaria objął udziały pośrednie w wysokości 17,05%, bezpośrednie w wysokości 7,02%, a Kraj związkowy Hamburg – pośrednie w wysokości 22,07%. Pozostałymi udziałowcami były Thyssen AG udziały pośrednie 7,16%, Siemens AG – udziały pośrednie 7,16%, Allianz Versicherungs-AG – udziały pośrednie 7,13%, Robert Bosch GmbH – udziały pośrednie 7,13% i Friedrich Krupp AG – udziały pośrednie 6,15%.
W 1971 roku na cały koncern MBB, zatrudniający łącznie 20 tys. pracowników, składały się należące doń w 100% spółki EWR GmbH, Messerschmitt-Bölkow, HFB, SIAT, Messerschmitt-Werke i Junkers oraz udziały w kolejnych przedsiębiorstwach Bölkow Apparatebau – 96%, Deutsche Airbus – 65% i Panavia ok. 42%.
Udziałowcami koncernu były przedsiębiorstwa: Blohm (24,85%), Messerschmitt (21,30%), Bölkow (13,42%), Kraj związkowy Bawaria (5,90%), Boeing (8,90%), Aérospatiale (8,90%), Siemens (8,35%), Thyssen (8,35%).
W 1981 roku MBB przejęło spółkę Vereinigte Flugtechnische Werke – następcę Focke-Wulfa, Focke-Achgelis i Weser-Flugzeugbau, by rok później połączyć się z koncernem kosmicznym ERNO, wydzielonym z VFW, tworząc MBB-ERNO.
W 1982 MBB wypracowało obroty rzędu 5,68 miliarda DEM (2,90 miliarda Euro) oraz zysk w wysokości 60,1 mln DEM.
W 1989 MBB-ERNO zostało przejęte przez spółkę-córkę Daimler-Benz – DASA (koncern aeronautyczny i kosmiczny, istniejący w latach 1989–2000). DASA, a tym samym Messerschmitt-Bölkow-Blohm należą od roku 2000 do europejskiego koncernu lotniczo-rakietowego i obronnego (EADS).